# Sumner (Illinois)
Sumner je grad u američkoj saveznoj državi Ilinois. Prema popisu stanovništva iz 2010. u njemu je živjelo 3.174 stanovnika.